# Delphinium gracile
Espèce
Synonymes
- Delphinium peregrinum var. gracile (DC.) Sennen & Pau[1]

Delphinium gracile est une espèce de plante herbacée méditerranéenne de la famille des Renonculacées.